# Phineas Priesthood
Phineas Priesthood, numiți și preoți Fineas, sunt teroriști americani devotați ideologiei prezentate în lucrarea Vigilantes of Christendom: The Story of the Phineas Priesthood publicată de Richard Kelly Hoskins în 1990.
Preoții Fineas nu sunt o organizație, nu au un lider sau o structură instituțională. Pentru adepții ideologici, un „preot Fineas” este cineva care comite o „acțiune Phineas” - adică urmează exemplul lui Fineas⁠(d), un evreu care - conform Vechiului Testament - a fost răsplătit de Dumnezeu pentru că a ucis un cuplu interconfesional⁠(d).Termenul „acțiune Fineas” este utilizat de supremaciști pentru a denota nu doar uciderea cuplurilor interrasiale, ci și pentru atacuri împotriva evreilor, minorităților de culoare, „multiculturaliștilor” și celor pe care îi consideră inamici.

## Ideologie și activități
Ideologia prezentată în cartea lui Hoskins include valori ale mișcării Identitatea creștină (i.e. se opun relațiilor între rase, metisajului, homosexualilor și avortului). De asemenea, este puternic antisemit și antimulticulturalism⁠(d).
Conform Anti-Defamation League, „mulți oameni au convingerea greșită că există o organizație numită Phineas Priesthood, probabil pentru că în anii '90 exista un grup format din patru bărbați care se autointitulau preoți Fineas. Aceștia au comis o serie de jafuri și bombardamente în regiunea de nord-vest a Pacificului înainte de a fi trimiși la închisoare. Însă nu există nicio dovadă că organizația lor includea mai multe persoane”.
Phineas Priesthood nu este considerată o organizație deoarece nu există un grup de indivizi care să o conducă, adepții săi nu organizează întâlniri și nu există o modalitate prin care poți deveni membru. O persoane devine pur și simplu preot Fineas prin adoptarea și aplicarea convingerilor identității creștine. Adepții ideologiei Phineas Priesthood au fost denumiți teroriști ca urmare a atacurilor cu bombă în numeroase centre medicale care realizau avorturi, a distrugerii sediului revistei The Spokesman-Review din Spokane, Washington și a planului de a distruge clădiri ale Biroului Federal de Investigații. Patru bărbați - care au mărturisit că urmează „filozofia religioasă a preoților Fineas” - au fost condamnați pentru infracțiuni care includ jafuri și bombardamente. Toți au fost condamnați la închisoare pe viață în 1997 și 1998.
Cartea lui Hoskins a fost descoperită într-o dubă condusă de Buford Furrow în ziua atacului terorist de la un centru evreiesc în Los Angeles în 1999. În 2012, Drew Bostwick a redenumit grupul neonazist Aryan Nations „Tabernacle of the Phineas Priesthood-Aryan Nations” când l-a înlocuit pe August Kreis ca lider al grupului.
Pe 28 noiembrie 2014, Larry Steven McQuilliams, în vârstă de 49 de ani, a tras peste 100 de gloanțe asupra unui tribunal federal, a unei clădiri a consulatului mexican și a unei secții de poliție din Austin, Texas. McQuilliams a fost ucis de poliție. O copie a cărții lui Hoskins a fost găsită în casa sa.